# Giuseppe Spinelli (giocatore di baseball)
Giuseppe Spinelli (Rimini, 3 gennaio 1985) è un ex giocatore di baseball italiano.

## Palmarès
- Campionati italiani: 1

Rimini: 2015
- Coppe Italia: 2

Rimini: 2013, 2014